# 羅克索拉內
46°10′38″N 30°27′14″E / 46.17722°N 30.45389°E

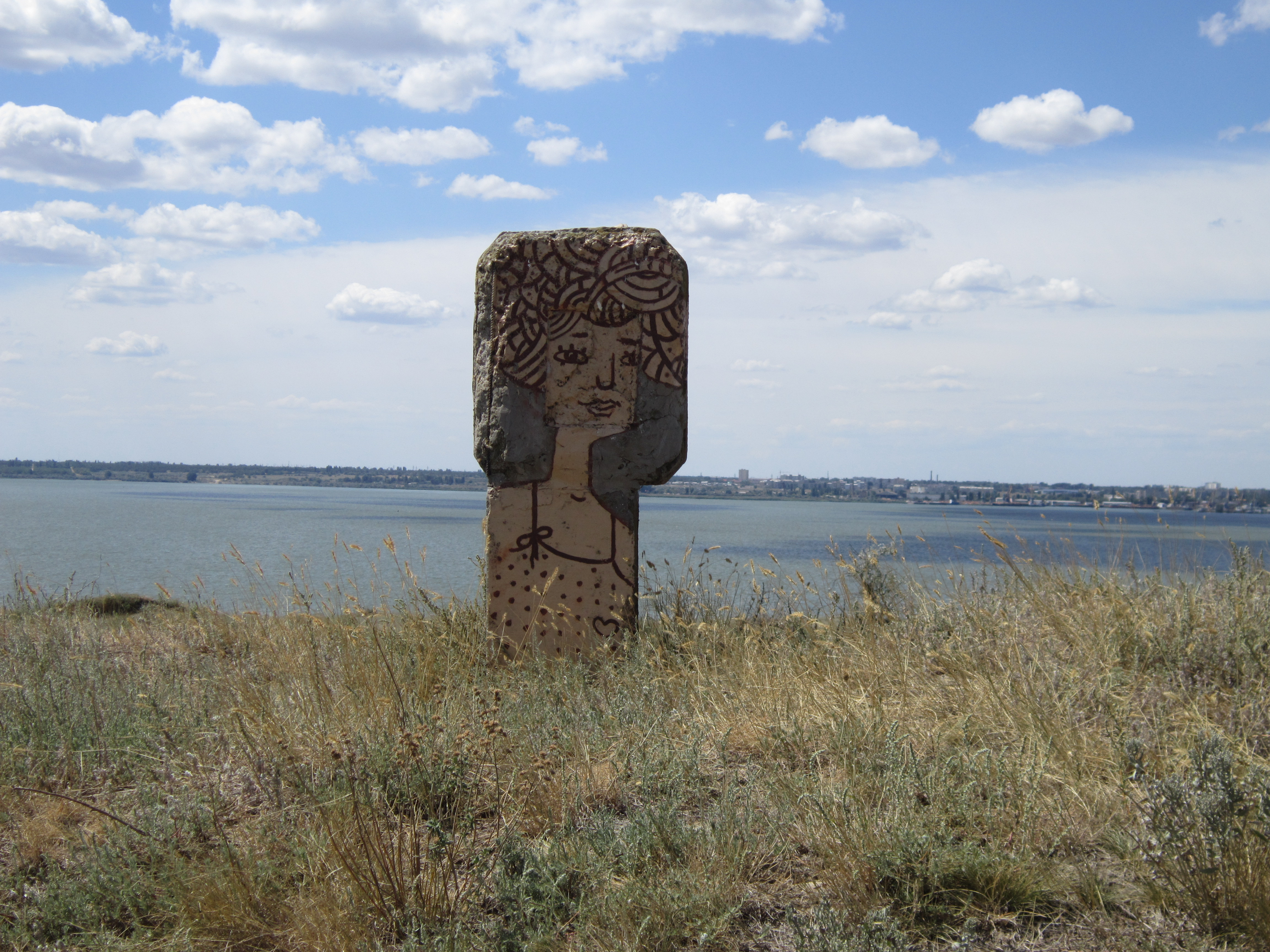

羅克索拉內（烏克蘭語：Роксолани）是位於烏克蘭西南部的村莊，由敖德萨州敖德萨区的達利尼克市鎮負責管轄。該村面積4.4平方公里，海拔高度38米，2001年人口1,630，人口密度每平方公里370.79人。